# Vandal (U-Boot)
HMS Vandal (Kennung: P64) war ein Unterseeboot der U-Klasse der britischen Royal Navy, das im Zweiten Weltkrieg wenige Tage nach der Indienststellung verloren ging.
Das U-Boot wurde am 15. Juli 1941 in Auftrag gegeben, die Kiellegung erfolgte am 17. März 1942 bei Vickers-Armstrong in Barrow-in-Furness, England. Der Stapellauf erfolgte am 23. November dieses Jahres, die Indienststellung am 20. Februar 1943. Statt der ursprünglich vorgesehenen Benennung Unbridled erhielt das Boot den Namen Vandal nach dem germanischen Stamm der Vandalen. Danach wurde es der 3. U-Boot-Flottille der Royal Navy in Holy Loch, Schottland, zugeteilt.
Am 22. Februar legte die von Leutnant James S. Bridger kommandierte Vandal vom Depotschiff Forth ab, um ein dreitägiges Übungsprogramm vor dem Clyde zu absolvieren, zu dem auch ein Tieftauchversuch am 24. Februar gehörte. Leutnant Bridger hatte die Anweisung, diesen Versuch nur zu unternehmen, wenn er seine Besatzung für ausreichend erfahren und den Rumpf für dicht hielt. In der Nacht vom 23. zum 24. Februar wurde das U-Boot beobachtet, als es die Nacht über bei Lochranza, einem kleinen Ort im Norden der Isle of Arran, vor Anker lag. Die Vandal verließ den Ankerplatz um 08:30 Uhr und blieb seitdem mit ihren 37 Mann Besatzung verschwunden. Einer unbestätigten Meldung zufolge soll sie um 10:00 beobachtet worden sein, wie sie vor Lochranza abtauchte. Entsprechend den Vorschriften hätte Alarm ausgelöst werden müssen, als das Boot länger als zwei Stunden überfällig war. Dies geschah aber erst am Morgen des 25. Februar. Die Suche zu Wasser und aus der Luft blieb ohne Erfolg, abgesehen davon, dass ein Flugzeug der Royal Air Force zwei Seemeilen vor Lochranza einen kleinen Ölflecken entdeckte. Sie wurde bis zum 27. Februar fortgesetzt, ohne dass Hinweise auf den Verbleib des U-Boots entdeckt werden konnten. Eine Untersuchung kam zu dem Ergebnis, dass die Vandal wahrscheinlich bei einem zu dem Übungsprogramm gehörenden Tieftauchversuch gesunken sei. Als einziges Besatzungsmitglied überlebte der Matrose Larry Gaines, der wegen einer Erkrankung an Land geblieben war.
Eine Expedition der Royal Navy an Bord der Hurworth lokalisierte das U-Boot-Wrack mit ROV-Videokameras im Juni 1994 auf der Position 55° 43′ 41″ N, 5° 20′ 1″ W in 100 m Tiefe, 1,5 Seemeilen nordwestlich von Lochranza. Das U-Boot liegt mit einer Neigung von 35° nach Backbord auf einer schlammigen Halde. Ein Team von Technischen Tauchern untersuchte das Wrack im Jahr 2003 im Auftrag des britischen Verteidigungsministeriums und konnte es mit Hilfe des in Messingbuchstaben am Kommandoturm angebrachten Schiffsnamens eindeutig identifizieren. Die vordere Luke des Bootes ist geöffnet.
Eine erneute Untersuchung aufgrund der Befunde am Wrack kam zu der Schlussfolgerung, dass das Boot wahrscheinlich durch einen Unfall an der Wasseroberfläche verloren gegangen ist. Nick Gilbert, Leiter der Tauchexpedition von 2003, vermutet, dass dies bei einem Versuch geschehen sein könnte, das Log zu kalibrieren. Das Seegebiet, in dem das Wrack liegt, wird von U-Booten bis heute hierfür benutzt. Hierbei wird eine durch zwei Messpunkte definierte Seemeile gefahren und mit der vom Log gemessenen Distanz verglichen. Beim Versuch, das außen angebrachte Log in das Innere des Bootes zu holen, könnte es zu einem massiven Wassereinbruch gekommen sein. Ein ähnlicher Vorfall führte drei Monate später zum Verlust des U-Bootes Untamed. Die übliche Reaktion wäre gewesen, die wasserdichte Luke zum vorderen Torpedoraum, in dem sich die Vorrichtung zum Einholen des Logs befand, zu schließen und den Wassereinbruch durch das Einleiten von Druckluft zu stoppen. Einen Hinweis darauf, was dann geschehen sein könnte, gibt die geöffnete vordere Ausstiegsluke, die in den Torpedoraum führt. Wahrscheinlich befanden sich noch Besatzungsmitglieder im Torpedoraum, die diese Luke bei einem Fluchtversuch öffneten. Dadurch entwich die Druckluft jedoch aus der Luke, ohne das Wasser zu stoppen, der Torpedoraum füllte sich, das U-Boot sank und prallte in 100 m Wassertiefe mit dem Bug voraus auf den Meeresgrund, worauf Schäden in diesem Bereich hinweisen. Beim „Abtauchen“ des Bootes um 10:00 Uhr könnte es sich tatsächlich um das Sinken gehandelt haben. Es ist anzunehmen, dass die sich im hinteren Teil des Bootes aufhaltenden Besatzungsmitglieder noch einige Zeit überlebt haben, doch ohne Hilfe von außen hatten sie keine Chancen auf Rettung und starben nach dem Verbrauch der Atemluft und der Druckluftreserven an einer Kohlenstoffdioxidvergiftung. Ob die Überlebenden einen Aussteigeversuch unternommen haben, ist unbekannt, doch die beiden anderen Luken im Kommandoturm und Maschinenraum sind bis heute geschlossen, was darauf deutet, dass ein solcher zumindest nicht gelungen ist. Ein Aufstieg mit Tauchrettern aus dieser großen Tiefe wäre extrem riskant und angesichts der Wassertemperaturen und der Entfernung zum Ufer ohne Retter an der Oberfläche ohnehin sinnlos gewesen.
1997 wurde in Lochranza ein Denkmal für die 37 toten Besatzungsmitglieder des U-Boots eingeweiht. Seit 2006 ist die Vandal durch den „Protection of Military Remains Act“ von 1986 als „Protected Place“ geschützt. Das Wrack darf zwar von außen durch Taucher betrachtet werden, aber das Eindringen, das Sammeln von Souvenirs oder die Vornahme von Bergungsarbeiten ist verboten.